# Seznam zpravodajských televizních stanic
Toto je seznam zpravodajských televizních stanic.

## Veřejné televize
| Síť                        | Země                   | Jazyk(y) |
| -------------------------- | ---------------------- | --- |
| 3/24                       | Španělsko              | katalánština |
| ABC News 24                | Austrálie              | angličtina |
| Al Jazeera                 | Katar                  | arabština |
| Al Jazeera Mubasher        | Katar                  | arabština |
| Al Jazeera Mubasher Misr   | Egypt                  | arabština |
| Al Jazeera Balkans         | Bosna a Hercegovina    | bosenština, chorvatština a srbština |
| Al Jazeera English         | Katar                  | angličtina |
| Al Jazeera Türk            | Turecko                | turečtina |
| Al Jazeera America         | Spojené státy americké | angličtina |
| BBC Arabic Television      | Spojené království     | arabština |
| BBC News                   | Spojené království     | angličtina |
| BBC Persian Television     | Spojené království     | Perština |
| BBC World News             | Spojené království     | angličtina |
| Bernama TV                 | Malajsie               | malajština, angličtina |
| Canal 24 Horas             | Španělsko              | španělština |
| CBC News Network           | Kanada                 | angličtina |
| CCTV News                  | Čína                   | angličtina |
| CCTV International Arabic  | Čína                   | arabština |
| CCTV International Russian | Čína                   | ruština |
| Channel NewsAsia           | Singapur               | angličtina |
| Channel 10 News            | Izrael                 | hebrejština |
| ČT24                       | Česko                  | čeština |
| DD News                    | Indie                  | angličtina |
| DW-TV                      | Německo                | němčina, angličtina, španělština, arabština                                                                                                |
| tagesschau24               | Německo                | němčina |
| Euronews                   | Evropa                 | angličtina, francouzština, španělština, němčina, italština, portugalština, ruština, arabština, turečtina, perština, ukrajinština, polština |
| France 24                  | Francie                | francouzština, angličtina, arabština |
| Journaal 24                | Nizozemsko             | nizozemština |
| IRINN                      | Írán                   | perština |
| Press TV                   | Írán                   | angličtina |
| HispanTV                   | Írán                   | španělština |
| Al-Alam News Network       | Írán                   | arabština |
| Sahar TV                   | Írán                   | |
| Nile TV                    | Egypt                  | angličtina, francouzština, hebrejština |
| NHK World TV               | Japonsko               | angličtina |
| PTV News                   | Pákistán               | urdština a angličtina |
| Rai News24                 | Itálie                 | italština |
| RBC TV                     | Rusko                  | ruština |
| RDI                        | Kanada                 | Francouzština |
| RTÉ News Now               | Irsko                  | angličtina a irština |
| RTP Informação             | Portugalsko            | portugalština |
| RTS Info                   | Švýcarsko              | francouzština |
| RTS Vesti                  | Srbsko                 | srbština |
| RT                         | Rusko                  | angličtina, arabština, ruština a španělština                                                                                               |
| Rusiya Al-Yaum             | Rusko                  | arabština |
| Russia 24                  | Rusko                  | ruština |
| Moskva 24                  | Rusko                  | ruština |
| SABC News International    | Jihoafrická republika  | angličtina |
| SRF info                   | Švýcarsko              | němčina |
| teleSUR                    | Latinská Amerika       | španělština |
| TRT Haber                  | Turecko                | turečtina |
| TV 2 News                  | Dánsko                 | dánština |
| TVB i-NEWS                 | Čína ( Hongkong)       | Čínština (Kantonština) |
| TVN 24 Horas               | Chile                  | Španělsko |
| TVP Info                   | Polsko                 | polština |
| VOA TV                     | Spojené státy americké | angličtina a dalších 45 jazyků |
| El Chourouk                | Alžírsko               | arabština |
| Ennahar TV                 | Alžírsko               | arabština |
| TVR News                   | Rumunsko               | rumunština |

## Soukromé stanice
| Síť      | Země               | Jazk(y)     |
| -------- | ------------------ | ----------- |
| Hír TV   | Maďarsko           | maďarština  |
| n-tv     | Německo            | němčina     |
| N24      | Německo            | němčina     |
| Sky News | Spojené království | angličtina  |
| TA3      | Slovensko          | slovenština |
| TVN24    | Polsko             | polština    |
| CNN      | Spojené státy      | angličtina  |
| Fox News | Spojené státy      | angličtina  |